# Christiano Junior (fotografo)
José Cristiano de Freitas Henriques Júnior (Santa Cruz das Flores, 21 luglio 1832 – Asunción, 19 novembre 1902) è stato un fotografo e giornalista portoghese.
Fu uno dei più importanti fotografi attivi nell'Argentina della seconda metà del XIX secolo.

## Biografia
Nato nelle Azzorre, sì trasferì nel 1855 nella cittadina brasiliana di Maceió. Non è noto dove e da chi apprese l'arte della fotografia. Nel 1863 è attivo a Rio de Janeiro dove, accanto ai ritratti tradizionali, Junior immortalò schiavi, soggetti affetti da deformazioni fisiche e malati di elefantiasi. Nel 1866 si associò con Bernardo José Pacheco, assieme al quale aprì due studi, uno a Rio de Janeiro ed un secondo a Mercedes, in Uruguay.
Si trasferì quindi assieme alla sua famiglia a Buenos Aires, dove aprì il suo studio in calle Florida 150 il 1º dicembre 1867. In breve tempo divenne uno dei più celebri ed affermati fotografi della città, tanto da vantare tra i suoi clienti alcuni importanti politici argentini come Domingo Faustino Sarmiento, Adolfo Alsina e Luis Sáenz Peña. Nel 1875 divenne il fotografo ufficiale della Sociedad Rural Argentina.
Tra il 1876 ed il 1877 pubblicò due album fotografici dal titolo Vistas y Costumbres de la República Argentina con all'interno della vedute della città di Buenos Aires, dei suoi edifici, monumenti e personaggi più rappresentativi.
L'anno seguente vendette la sua attività, inclusi i suoi album ed i suoi negativi, allo studio Witcomb & Mackern per poter intraprendere un viaggio attraverso l'Argentina. L'obbiettivo di Christiano Junior era infatti quello completare l'opera intrapresa l'anno precedente immortalando gli aspetti, gli usi, i costumi e i paesaggi dello sterminato interno del paese. Viaggia così attraverso le province di Santa Fe, Córdoba, Mendoza, San Luis, San Juan, Santiago del Estero, Catamarca, Tucumán, Salta e Jujuy. Il progetto editoriale tuttavia non fu mai completato.
Abbandonò la fotografia nel 1883, per dedicarsi, senza fortuna, alla produzione di liquori ed alcolici. Nel 1900 si trasferì a Corrientes, dove pubblicò otto articoli sul locale quotidiano La Provincia. Verso la metà del 1902 viaggiò ad Asunción, capitale del Paraguay, dove morì il 19 novembre.

## Galleria d'immagini

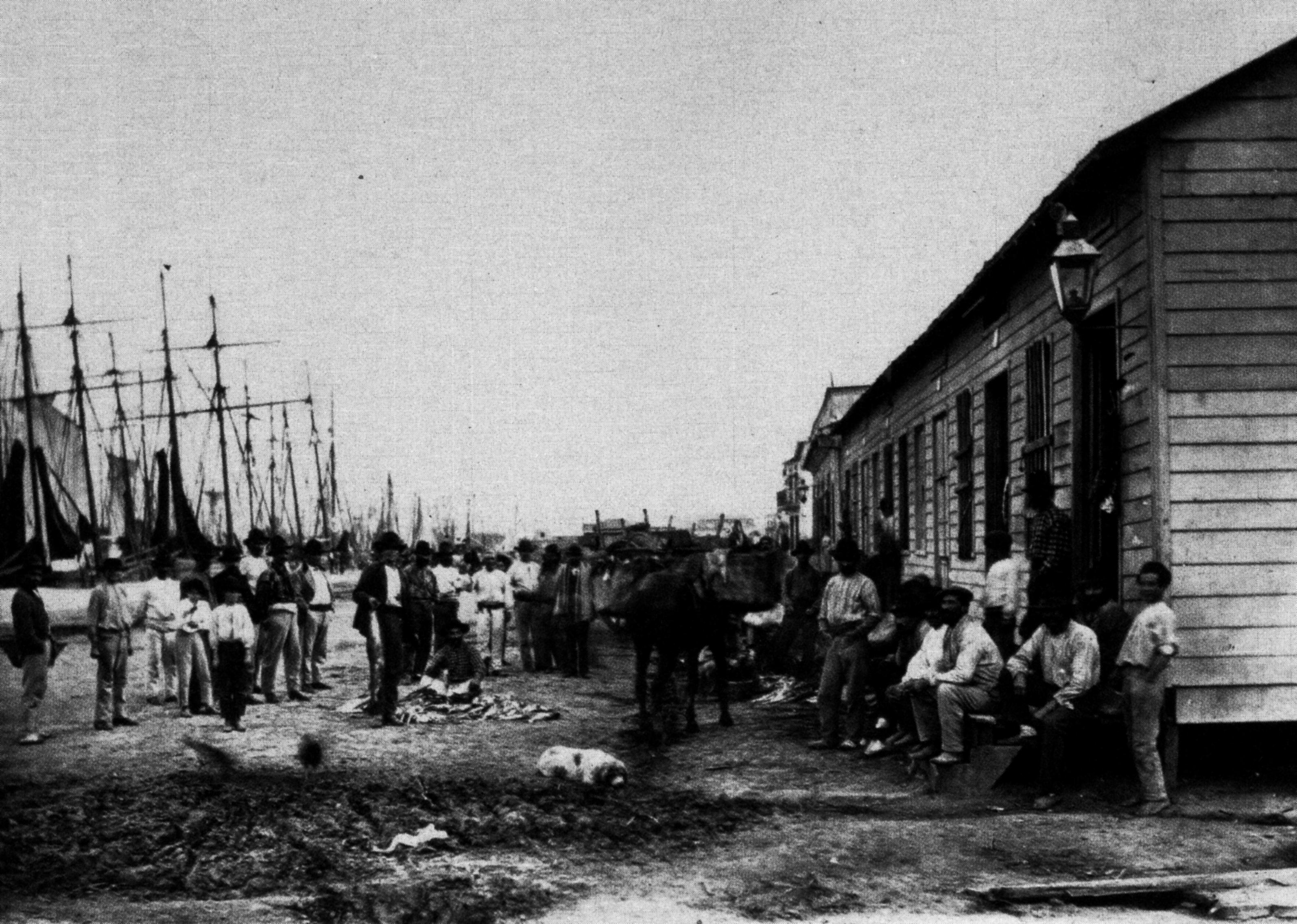
Scorcio della Boca.
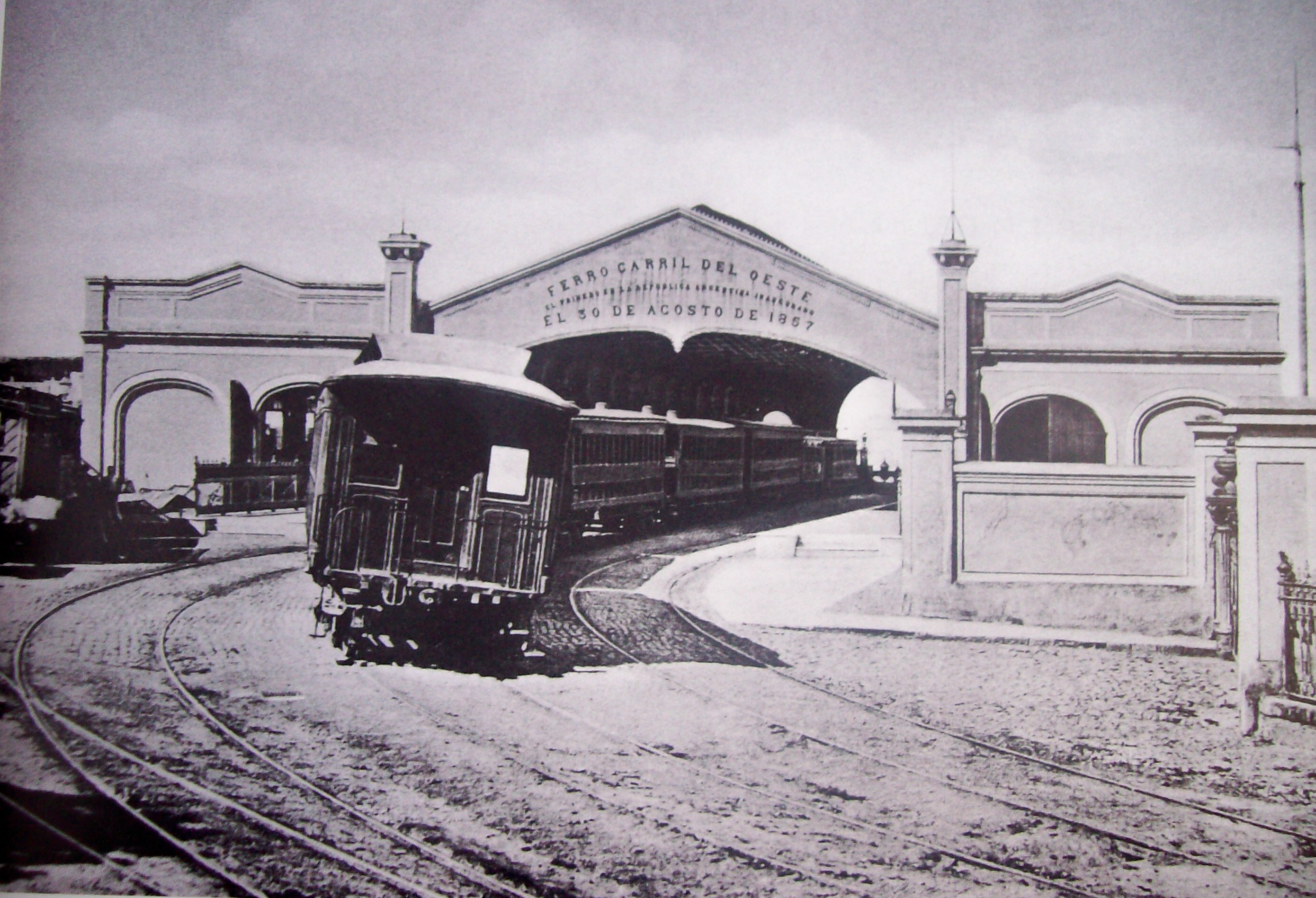
Stazione del Parque, del Ferrocarril Oeste.
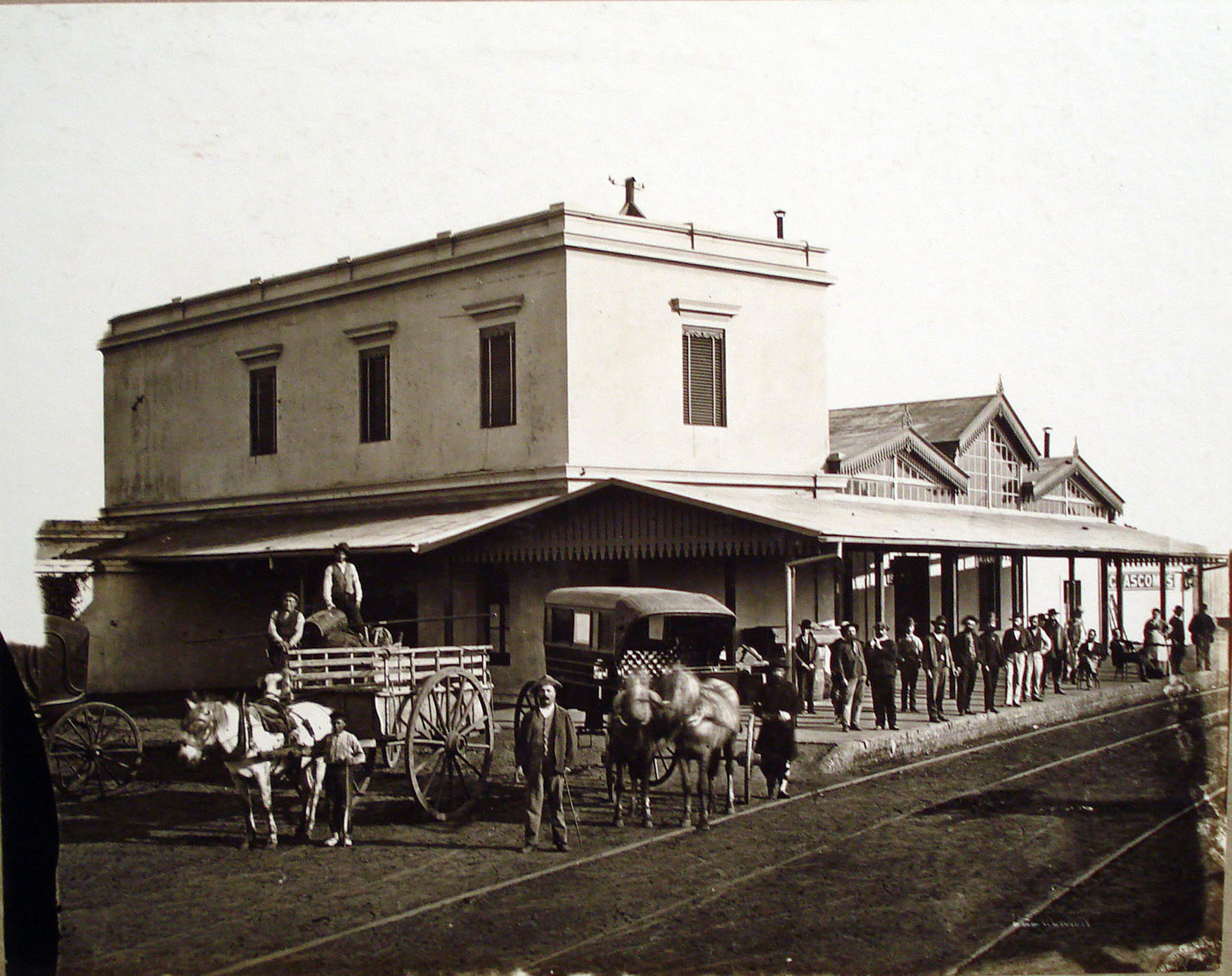
Stazione di Chascomús.
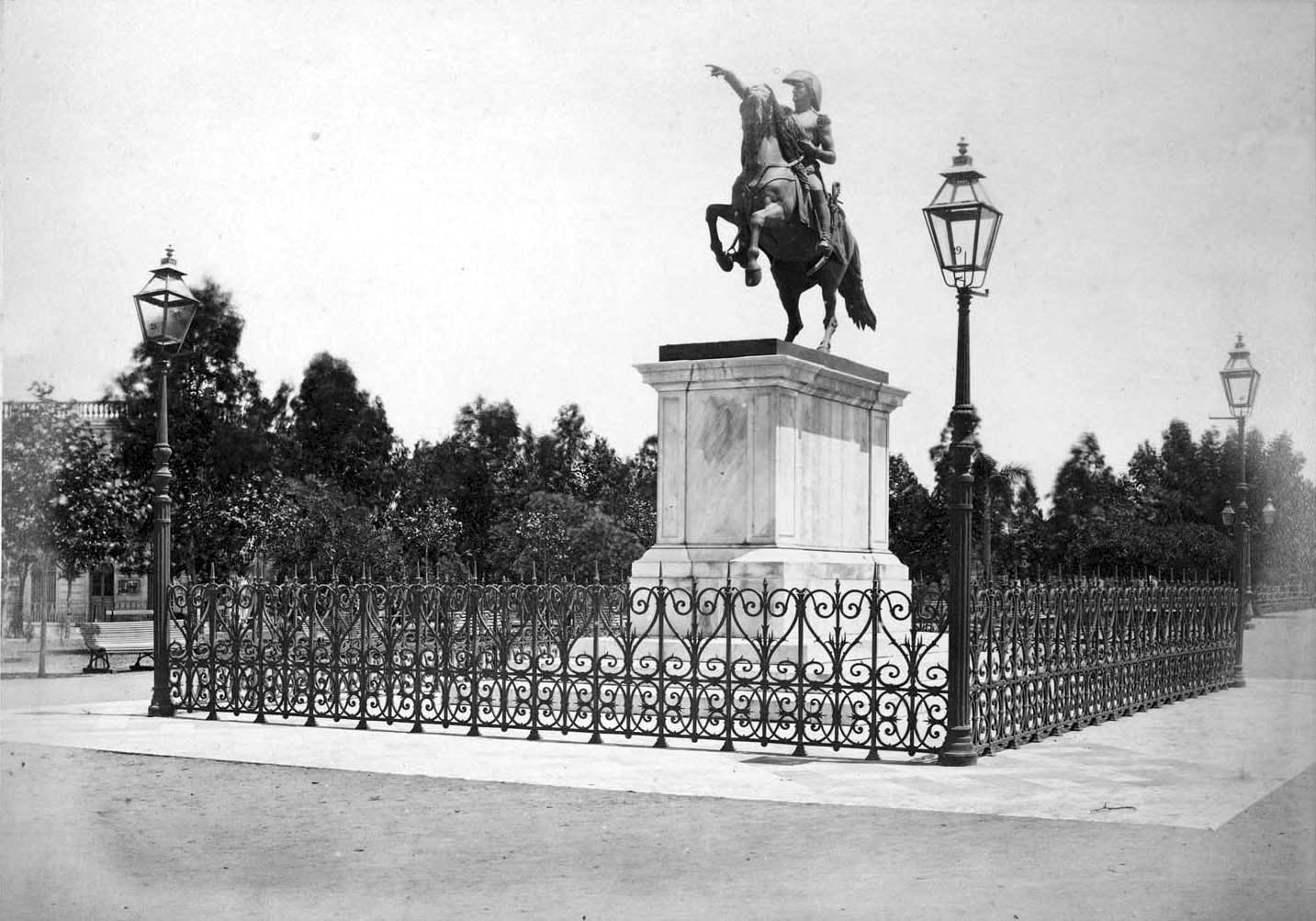
Monumento di José de San Martín a Buenos Aires.
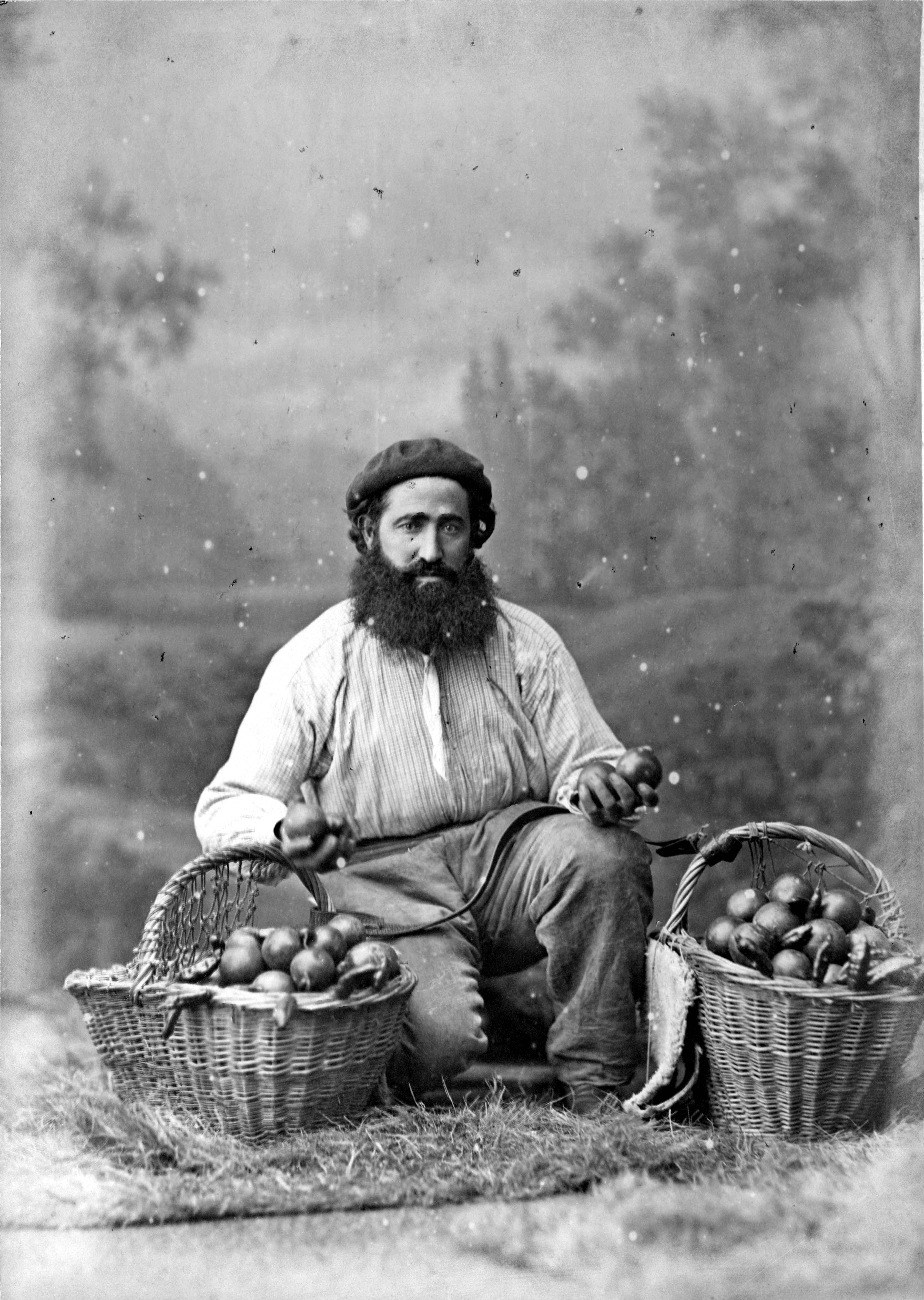
Venditore ambulante di arance.
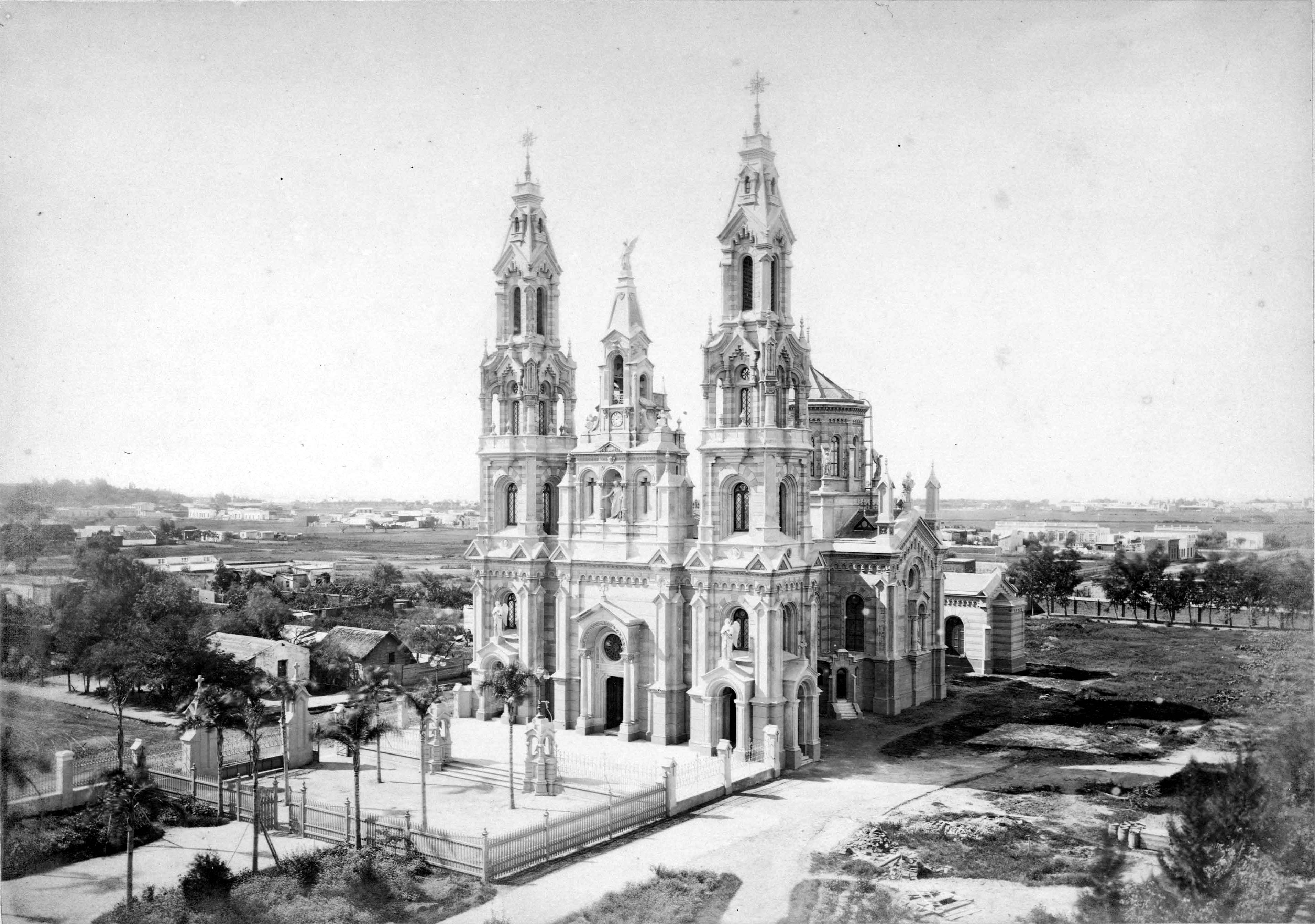
Chiesa di Santa Felicita, Buenos Aires.
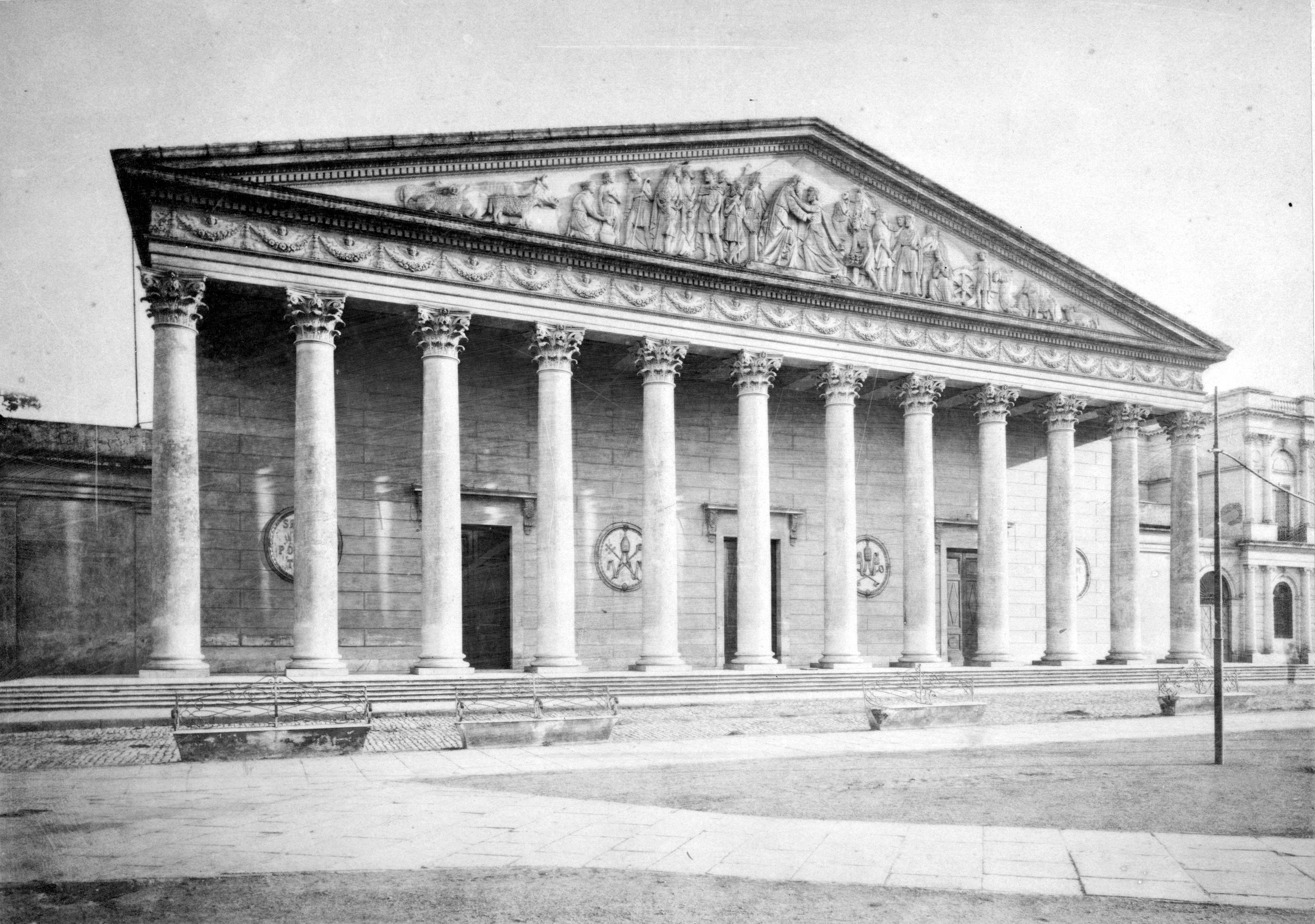
Cattedrale di Buenos Aires.
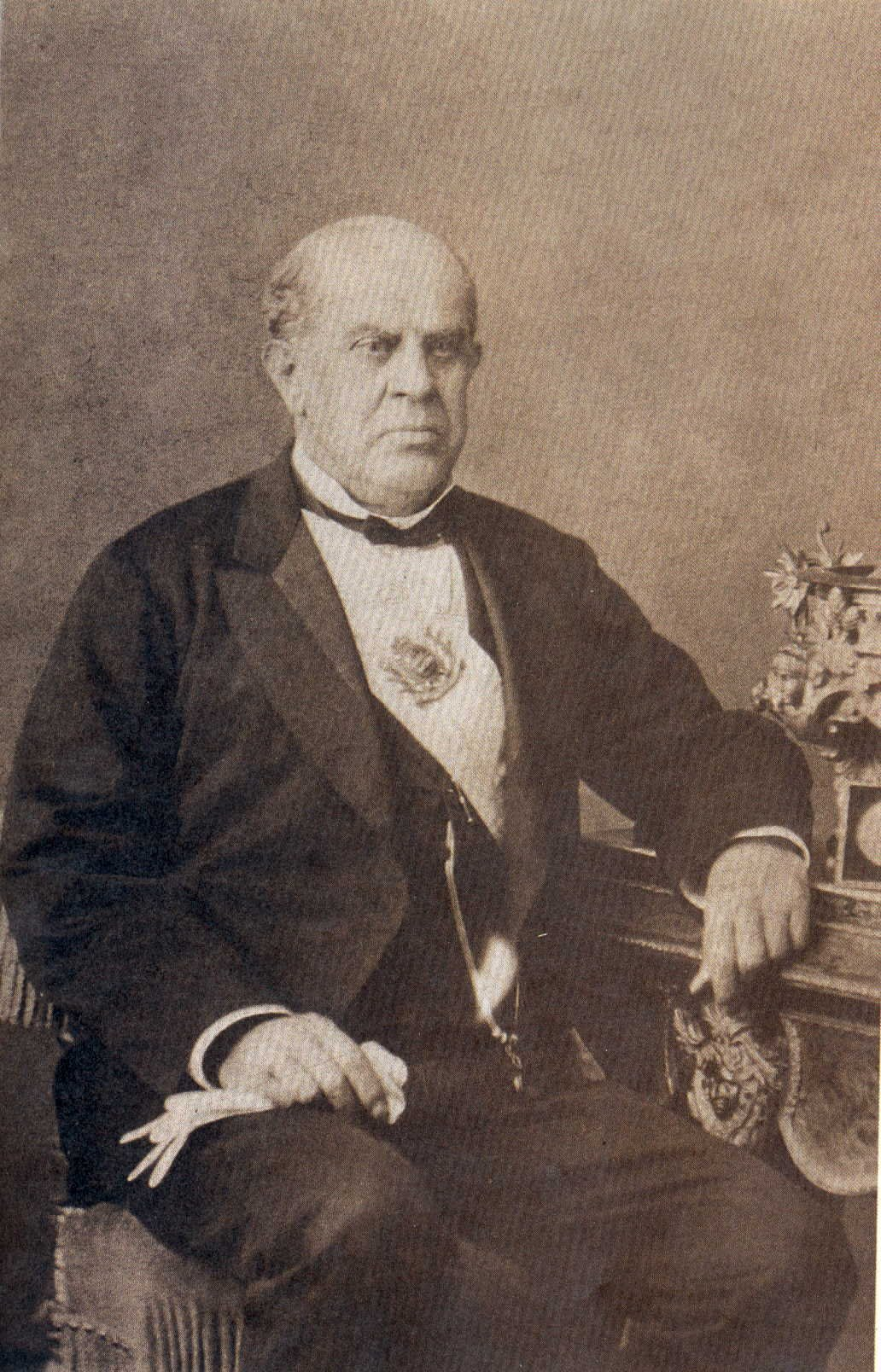
Domingo Faustino Sarmiento
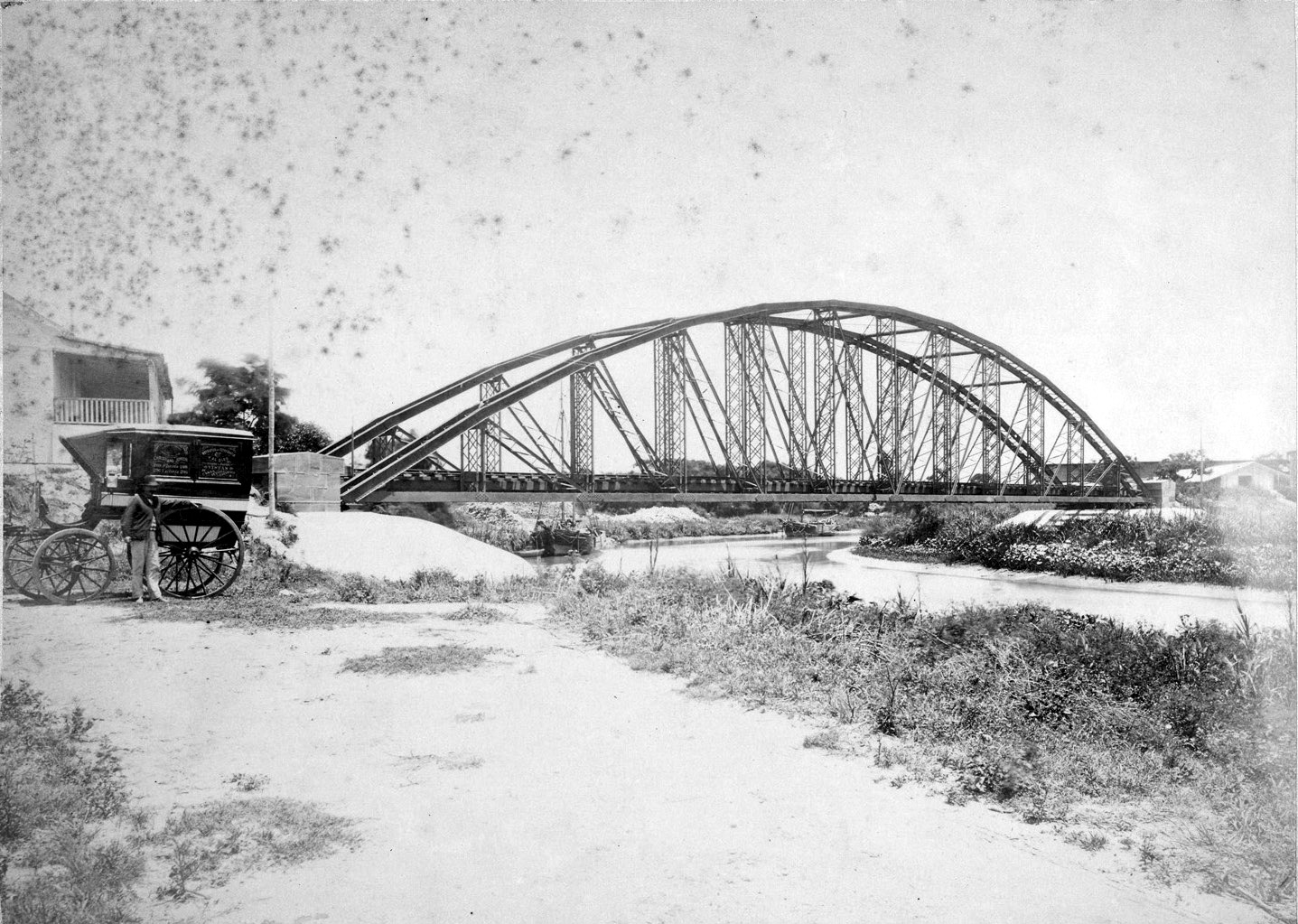
Ponte sul Riachuelo della ferrovia Buenos Aires-Ensenada.
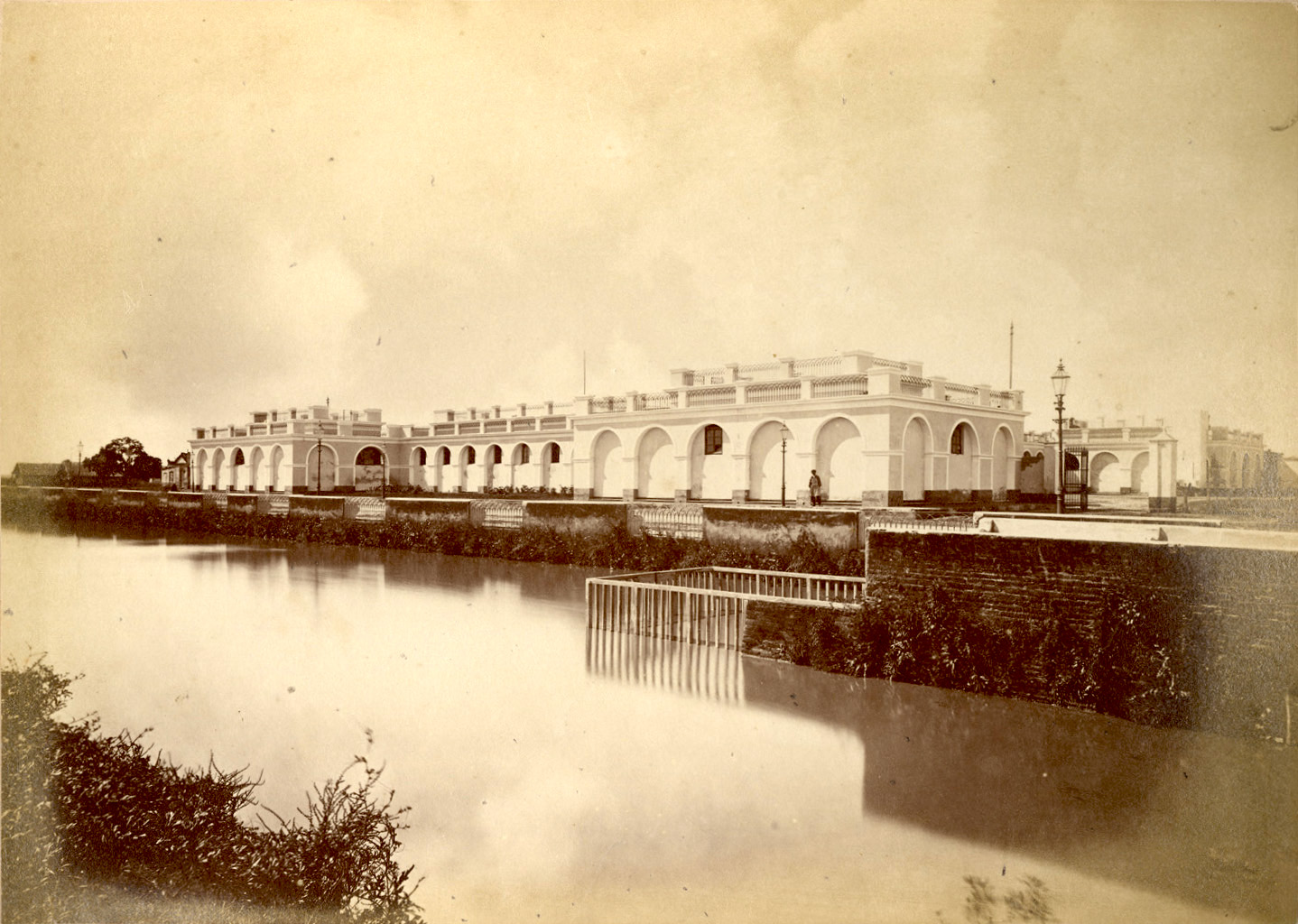
Residenza di J.M. de Rosas.
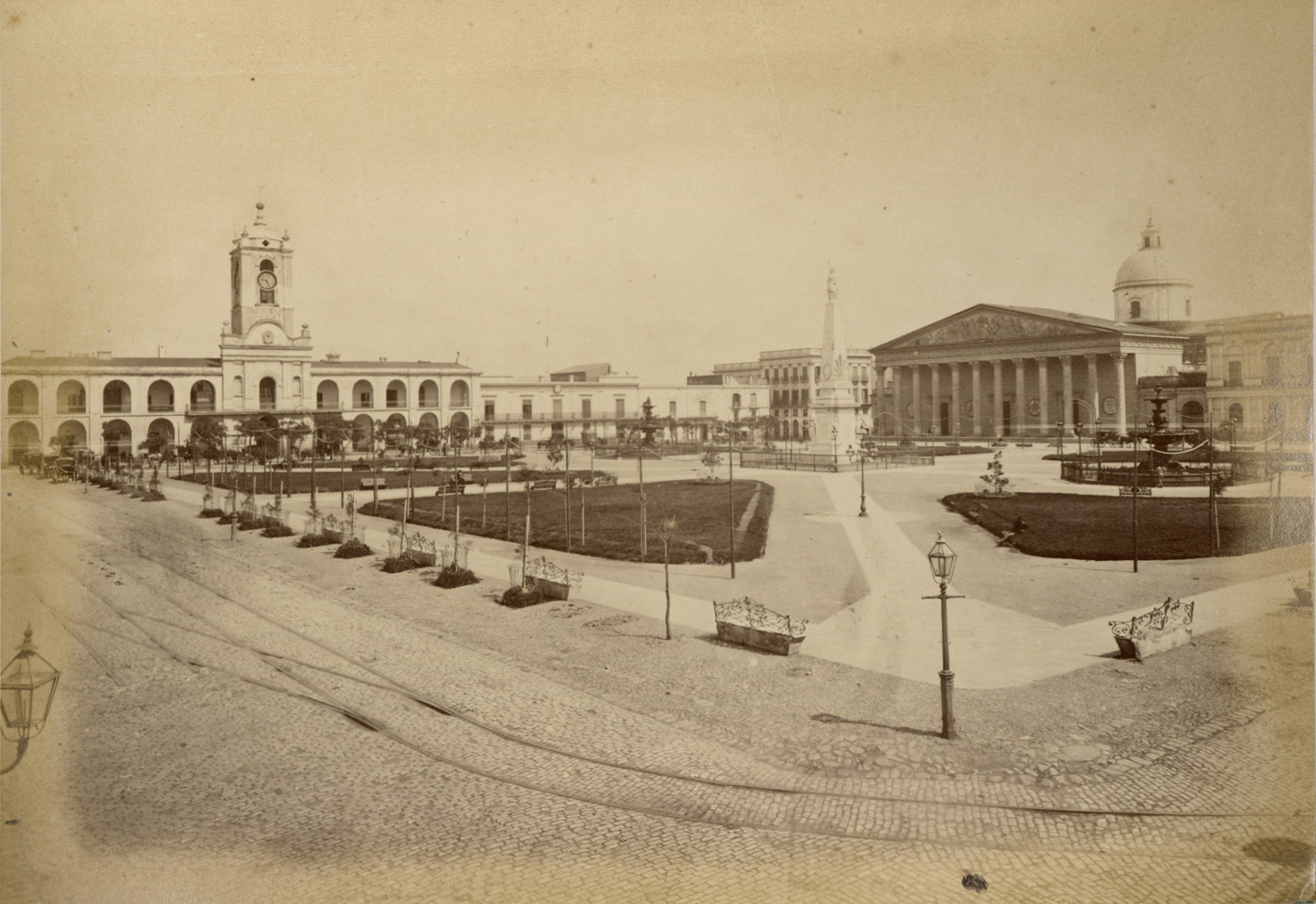
Plaza de Mayo, Buenos Aires.
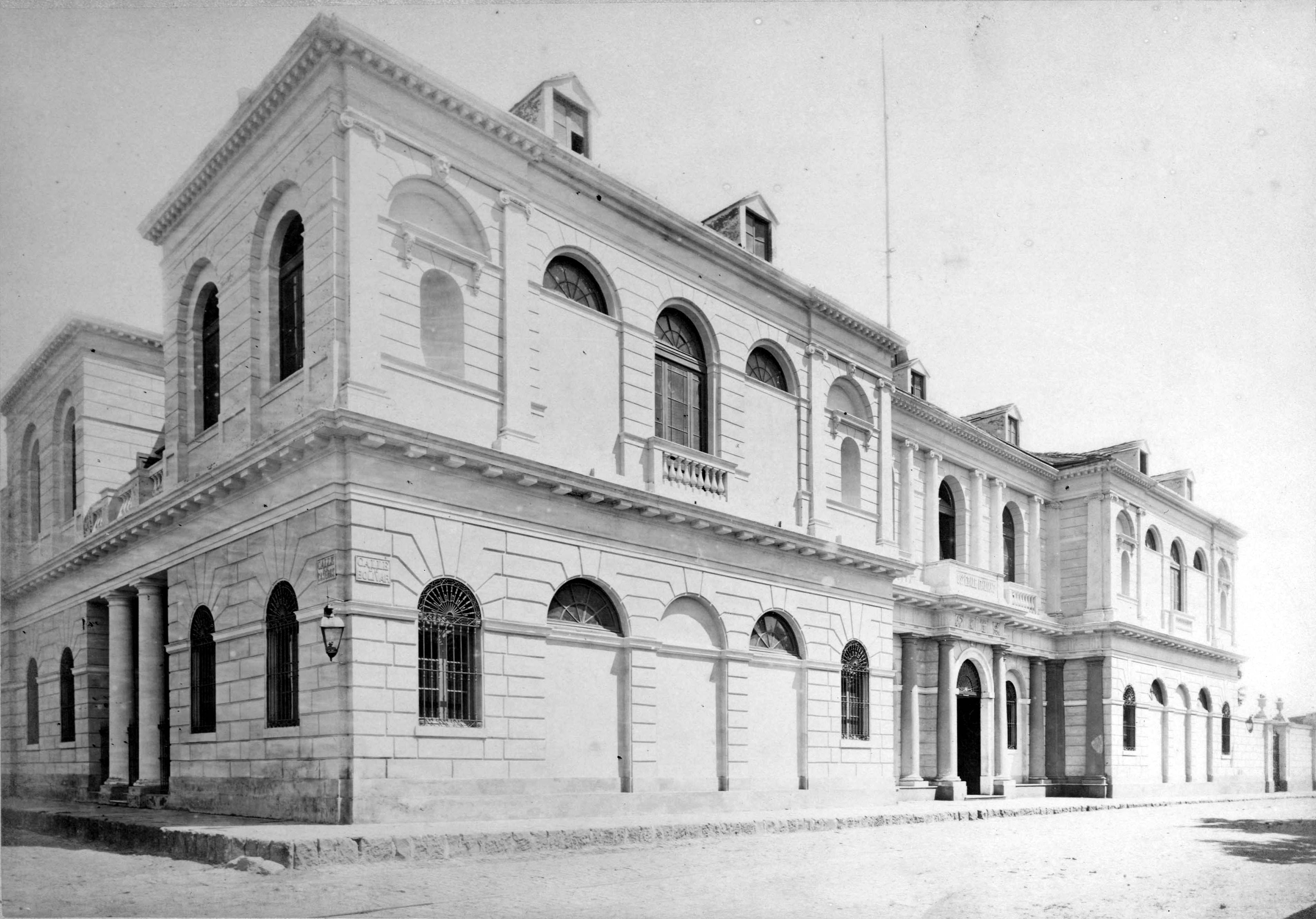
Ospedale italiano di Buenos Aires.
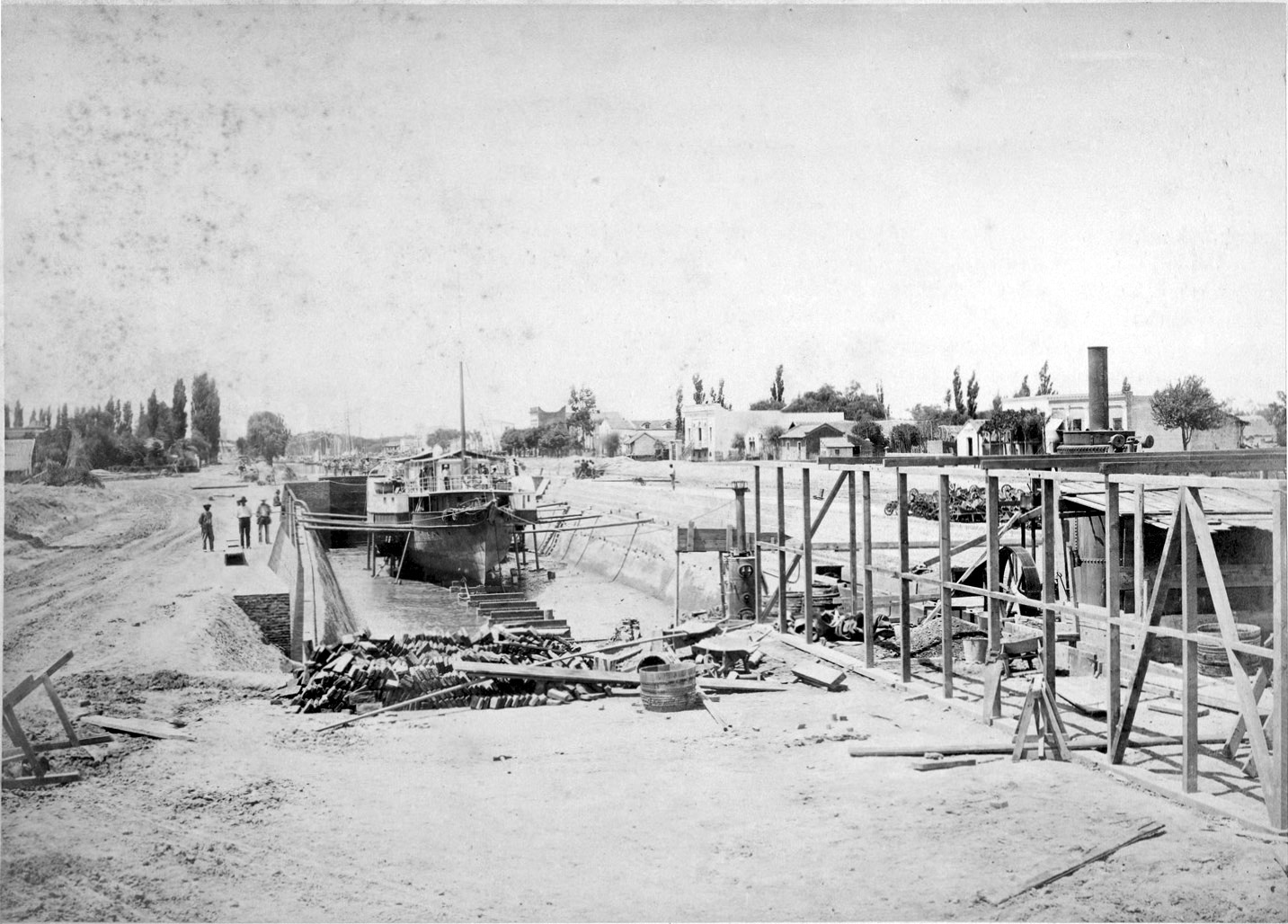
Canale a San Fernando.
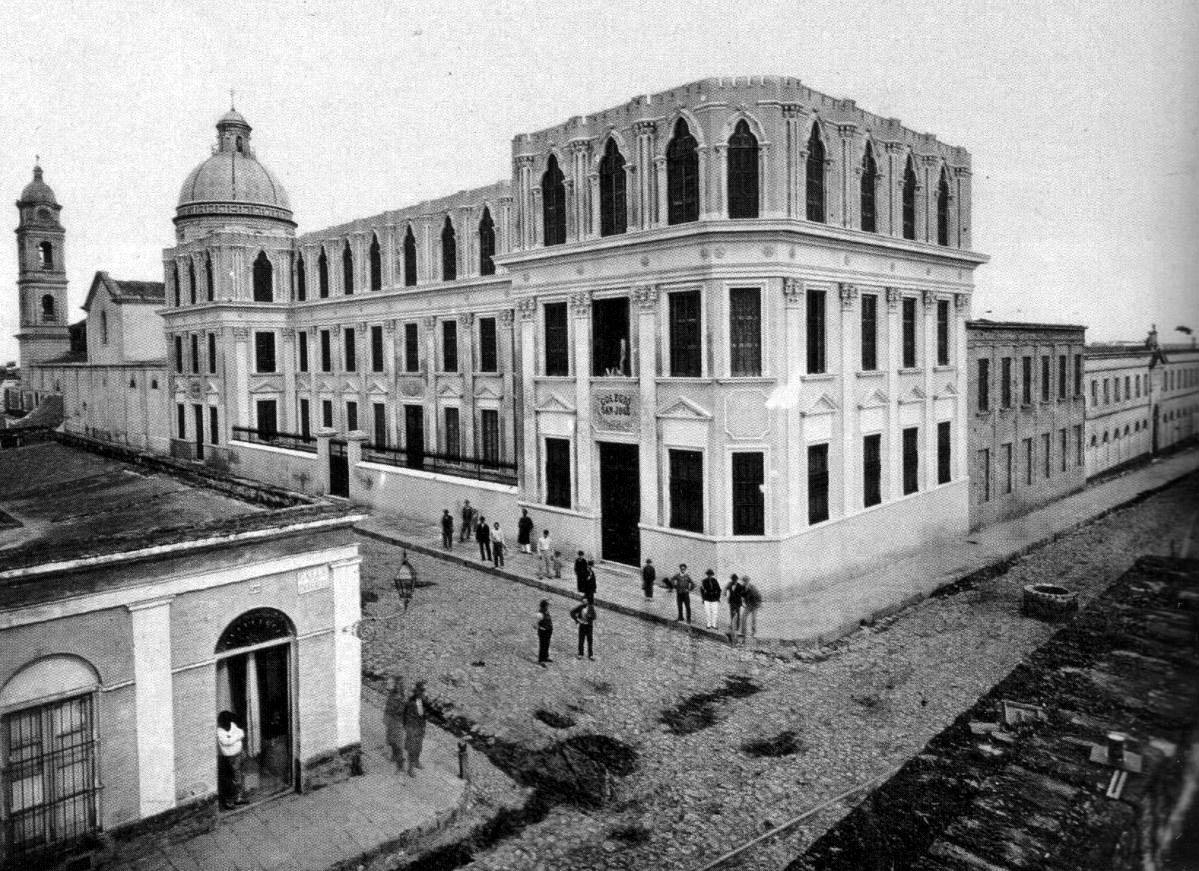
Strade di Buenos Aires.

## Opere
- Christiano Junior, Vistas y Costumbres de la República Argentina, 1877
- Christiano Junior, Tratado práctico de vinicultura, destilería y licorería, G. Kraft, Buenos Aires: 1899.